# 오이타 대학
오이타 대학(일본어: 大分大学, Oita University)은 일본의 국립 대학이다. 대학 본부는 오이타현 오이타시에 있다.

## 연혁
(구) 오이타 대학은 1949년에 오이타 경제 전문학교(大分經濟專門學校), 오이타 사범학교(大分師範學校), 오이타 청년 사범학교(大分靑年師範學校)를 통합하여 설립되었다. 2003년에 (구) 오이타 대학이 오이타 의과대학(大分醫科大學)을 통합하여 새 오이타 대학으로 발족하였다.
- 1949년 : (구) 오이타 대학 발족 (학부: 학예학부, 경제학부).
- 1966년 : 학예학부를 교육학부로 개명.
- 1969년 : 현 단노하루(旦野原) 캠퍼스로 통합 이전.
- 1972년 : 공학부 설치.
- 1976년 : 오이타 의과대학 설립.
- 1999년 : 교육학부를 교육복지과학부로 개명.
- 2003년 : (구) 오이타 대학과 오이타 의과대학이 통합한 후 새로운 오이타 대학이 발족됨.

이하, (구) 오이타 대학에 통합된 구 학교들의 연혁이다.
- 1921년 : 오이타 고등 상업학교(大分高等商業學校) 설립.
- 1940년 : 동아과(東亞科) 설치.
- 1941년 : 경제 연구소 설치.
- 1944년 : 오이타 경제 전문학교로 개칭.
- 1949년 : 오이타 대학 경제학부가 됨.

- 1874년 : 오이타현이 사범학교전습소(師範學校傳習所) 설립.
- 1876년 : 오이타현 사범학교(大分縣師範學校)로 개칭.
- 1886년 : 오이타현 심상사범학교로 개칭.
- 1898년 : 오이타현 사범학교로 개칭.
- 1907년 : 남자 사범학교와 여자 사범학교를 분리.
- 1943년 : 남자 사범학교를 여자 사범학교와 통합. 관립 오이타 사범학교로 승격.
- 1945년 : 전쟁으로 인해 교사 소실.
- 1948년 : 현 오지(王子) 캠퍼스로 이전.
- 1949년 : 오이타 대학 학예학부가 됨.

- 1923년 : 오이타현 실업보습학교 교원 양성소(大分縣實業補習學校敎員養成所) 설립.
- 1935년 : 오이타현립 청년학교 교원 양성소(大分縣立靑年學校敎員養成所)로 개칭.
- 1944년 : 관립 오이타 청년 사범학교로 승격.
- 1947년 : 나카쓰시(中津市)로 이전.
- 1949년 : 오이타 대학 학예학부가 됨.

## 캠퍼스
- 단노하루(旦野原) 캠퍼스: 대학 본부 캠퍼스.
- 오이타현 오이타시 단노하루(旦野原) 700.
- 하사마(挾間) 캠퍼스: 의학부 캠퍼스.
- 오이타현 유후시(由布市) 하사마마치 이다이가오카(挾間町医大ヶ丘) 1-1.
- 오지(王子) 캠퍼스: 부속학교 캠퍼스.
- 오이타현 오이타시 오지신마치(王子新町) 1-1.

## 조직

### 학부
- 교육복지과학부
  - 학교교육 과정 (교원양성 과정)
  - 정보사회문화 과정
  - 인문복지과학 과정
- 경제학부
  - 경제학과
  - 경영 시스템 학과
  - 지역 시스템 학과
- 공학부
  - 기계/에너지 시스템 학과
  - 전기전자 공학과
  - 지능정보 시스템 공학과
  - 응용화학과
  - 복지환경공학과
- 의학부
  - 의학과 (6년제)
  - 간호학과

### 대학원
- 교육학 연구과 (석사 과정)
- 경제학 연구과
- 공학 연구과
- 의학계 연구과

### 부속기관
- 도서관
- 의학부 부속 병원
- 교육복지과학부 부속 학교 (초등학교, 중학교, 유치원, 특별지원학교)